# 拉普拉塔體操及劍擊會
拉普拉塔体操击剑俱乐部（西班牙語：Club de Gimnasia y Esgrima La Plata），一般稱為甘拿斯亞，是一家阿根廷体育俱乐部，位于布宜诺斯艾利斯省拉普拉塔，创建于1887年6月3日，俱乐部的主要运动项目为足球，目前参加阿根廷足球超级联赛。
俱乐部的主体育场是胡安·卡洛斯·泽里洛球场（又称为Estadio del Bosque），有31,460个座位。